# Marcello Maddalena
Marcello Maddalena (Adria, 20 ottobre 1941) è un ex magistrato italiano.

## Biografia
Figlio del grecista Antonio Maddalena, dopo la laurea e il superamento del concorso nazionale, fu giudice istruttore a Torino negli anni '70 e collega e collaboratore del procuratore capo Bruno Caccia, assassinato dalla 'ndrangheta nel 1983. L'anno successivo coordinò il pool di magistrati presso la Procura di Torino che, basandosi sulle dichiarazioni di numerosi "pentiti", spiccarono centinaia di mandati di cattura contro gli affiliati al clan dei catanesi che si era insediato a Torino e aveva insanguinato la città tra gli anni '70 e '80. Nel 2000 è Procuratore della repubblica del Tribunale di Torino, fino al 30 giugno 2008. Su posizioni più conservatrici rispetto a quelle del suo successore Gian Carlo Caselli, ha condotto le indagini relative ad importanti inchieste tra le quali l'affaire Telekom Serbia e il caso Moggi-Pairetto. 
Nel gennaio 2006 ha criticato con durezza l'indulto varato dal parlamento della XV legislatura.
Dal 2009 Procuratore Generale della Repubblica presso la Corte di Appello di Torino fino al 31 dicembre 2015, quando è collocato in quiescenza.
Tra i fondatori della componente Magistratura Indipendente, che ha guidato nei primi anni '90, la lascia nel febbraio 2015 per aderire ad "Autonomia e indipendenza" di Piercamillo Davigo.
È presidente onorario di Rete Dafne Italia per cui ha firmato il 14 settembre 2017, assieme al Ministro della Giustizia Andrea Orlando, il protocollo d'intesa con il Ministero della Giustizia.